# 平和打包厂
平和打包厂，是一座专事打包业务的工厂，位于今中华人民共和国湖北省武汉市江岸区青岛路、洞庭街、鄱阳街合围处。1905年该工厂由英商平和洋行（英語：Liddell Brothers & Co., Ltd.）开办于汉口英租界，洋行与工厂一体，专事平和洋行收购棉花的打包业务。现工厂建筑群基本保存完整，为武汉市文物保护单位。

## 历史

### 建厂始末
汉口所在的华中地区自古以来盛产棉花，因此汉口作为通商口岸开放后，自然成为了列强获取中国产品的门户与集散地。然而，江汉平原的棉花运输至汉口后，困于其松散的特征，货物空间占据庞大且容易引燃。因此，商人们在汉口中转期间需要对棉花进行必要的捆扎加工以及修建能够安全存放的场所。
十九世纪中后期，英国人李达尔兄弟（Liddell Brothers）在香港创立平和洋行，并在上海、汉口、天津、哈尔滨设立分公司。平和打包厂便是1905年平和洋行汉口分行在英租界华昌街（今青岛街）建设的资本产业。

### 工廠運營
工厂开办后主营平和洋行的棉花打包业务，同时兼营牛皮等皮革打包业务。开业初期，工厂是汉口唯一且实力雄厚的机械打包厂，一时间吸引大批工人前来做工。工厂管理极其严格，工人在未明时分便需要前往工厂门口等候开门，进门上工前需要工头搜身，一旦搜出有任何可能引发火灾的物件便直接没收；日落下班时也需要搜身，一旦搜出偷带棉花出厂便立即解雇。另外基于生产的性质，工厂的工作条件也不算舒适：长期分拣棉花的女工有患肺部疾病的风险、操纵重型机械的打包工有断指断手引发工伤的风险、加班时分的搬运工可能会被棉花包压死。但由于打包厂的工资待遇在当时较好，仍吸引着不少汉口内外工人前去打工。
工厂内有液压打包机3台，配套抽水机3台，在工厂满负荷运转时，需要有350名左右的男工在厂中工作，如果生产活动日夜不停，则可达1200余包的生产量。依照工厂的设备及管理制度1931年江淮水灾后依然能维持正常生产活动。武汉会战后日军进入汉口，工厂停工，既有设施被日军用于堆放军需物资，战后打包厂复工。

### 中华人民共和国时期
1949年后，平和打包厂在江岸区政府的指示下逐渐国有化，1953年武汉市国营商业仓储公司接管工厂，改制为该公司管辖的市仓储公司第三打包厂。随着长江水道的衰落，工厂逐渐放弃打包业务，转为专业仓储业务（即青岛路仓库）直至2010年。

## 建筑
平和打包厂旧址建筑非一座单体建筑，而是由6座建造年代并不相同的单体建筑构成，直到2009年才在6栋建筑间修起连廊互相联通。目前，该建筑群为武汉现存最为完好的近代工业建筑，亦为武汉市现存最早的大型钢筋混凝土建筑。
1905年办厂时所修建的是B栋与D栋部分建筑。建筑整体为厂房型钢结构建筑，上下共4层，由上海协盛营造厂施工。建筑临街面还有艺术考虑，墙角采用花岗石砌筑，以上整体外立面由清水红砖砌筑，其中有带状花边装饰，上部还有拱砖。使得原本作为厂房建筑可能显得单调的平面墙面外部层次错落有致，既在外观上有艺术性，亦在使用上不失朴实耐用的特征。
1918年，A栋完工，用作行政办公用房；1933年，D栋扩建，兼有厂房及办公楼性质。C、E两栋建筑为1949年后的产物。另外建筑总体大量使用阜成砖，在修复工程中尽可能的保留了旧有砖块，实在需要更换者亦采用同时期砖块替代。

### 建筑保护

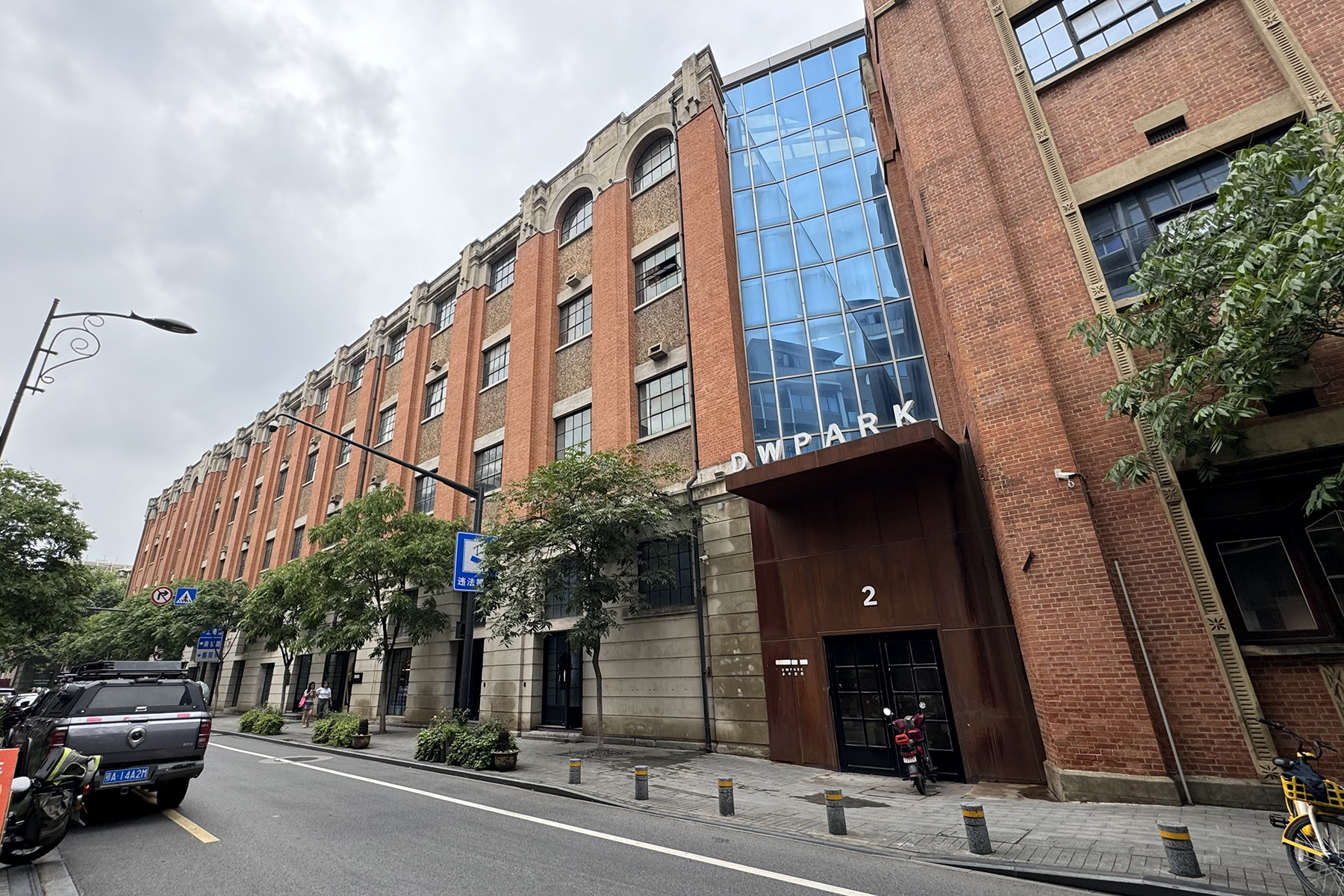
建筑群青岛路一侧

1993年7月28日，建筑以“	平和打包厂（英）”的名义被武汉市人民政府列为第一批武汉市优秀历史建筑。2011年3月21日，建筑以“平和打包厂旧址”的名义被武汉市人民政府列为第五批武汉市文物保护单位。2013年，建筑以“平和打包厂”的名义被武汉市人民政府列入武汉市工业遗产保护名录。
2017年，武汉开始对平和打包厂进行文物保护性修缮，2019年10月，平和打包厂的修复工作获得2019年度联合国教科文组织亚太地区文化遗产保护荣誉奖。改造完成后，打包厂旧址辟为“多牛世界时尚创意产业园”。
建筑作为文物的保护范围：平和打包厂旧址本体及周围一定范围。四至：以旧址外墙为界，东南面向外延伸2米，西南面向外延伸至青岛路北侧规划道路红线，西北面向外延伸至鄱阳街东侧规划道路红线，东北面向外延伸10米。
建筑作为文物的建设控制地带：保护范围四至为界，东南面向外延伸6米至洞庭街规划道路中线，西南面向外延伸6米至青岛路规划道路中线，西北面向外延伸6米至鄱阳街规划道路中线，东北面向外延伸110米至天津路规划道路中线。